# Sathrosia cinigeraria
Sathrosia cinigeraria là một loài bướm đêm trong họ Geometridae.